# Хінокі (1944)
«Хінокі» (Hinoki, яп. 檜) — ескортний міноносець Імперського флоту Японії, який взяв участь у Другій світовій війні.

## Історія створення
Корабель, який став вісімнадцятим серед ескортних міноносців типу «Мацу», заклали 4 березня 1944 року на верфі флоту в Йокосуці. Спущений на воду 4 липня, вступив у стрій 30 вересня того ж року.

## Історія служби
25 жовтня 1944-го «Хінокі» разом зі ще 3 ескортними есмінцями вийшли з Сасебо (обернене до Східнокитайського моря узбережжя Кюсю) для супроводу легкого авіаносця «Рюхо» та ескортного авіаносця «Кайо», які доставляли матеріальні припаси авіації на острів Формоза. 27—30 жовтня загін побував у Кіруні (зараз Цзілун), а 2 листопада повернувся в Японію та прибув до Куре.
З 15 листопада 1944-го «Хінокі» включили до 52-ї дивізії ескадрених міноносців.
17 грудня 1944-го «Хінокі» вийшов з Куре, щоб разом зі ще одним ескортним есмінцем «Момі» та есмінцем «Сігуре» супроводити авіаносець «Унрю», який прямував із транспортною місією до Маніли. Втім, вже 19 грудня підводний човен потопив «Унрю», після чого «Хінокі» прибув до Такао (зараз Гаосюн на Тайвані).
22—28 грудня 1944-го «Хінокі» та «Момі» пройшли за маршрутом Такао — Маніла — бухта Камрань (узбережжя Центрального В'єтнаму) — Кап-Сен-Жак (наразі Вунгтау на півдні В'єтнаму). У період з 31 грудня 1944 по 4 січня 1945 вони супроводили транспорт «Ікутагава-Мару» з Кап-Сен-Жак до Маніли, а 5 січня повели його назад. Втім, 6 січня загін зустрівся з кораблями союзників, які охороняли сили вторгнення до затоки Лінгайєн (північніше від Маніли). Американський есмінець «Бенніон» та австралійські фрегат «Гасконь» і шлюп «Воррего» відокремились і спробували наздогнати японський загін, який змінив курс. Хоча це в підсумку не вдалося, проте над полем бою з'явились торпедоносці, що потопили «Момі» та поцілили «Хінокі». Останній тимчасово втратив хід, загинув 21 член екіпажу, проте в підсумку цьому кораблю вдалось повернутись до Маніли (а «Ікутагава-Мару» самостійно пройшов до Індокитаю, де, втім, вже 12 січня загинув час рейду авіаносного угруповання).
7 січня 1945-го «Хінокі» спробував вислизнути з Маніли, проте його перестріли 4 американські есмінці. У наступному бою випущені «Хінокі» торпеди нікого не поцілили, а от сам японський корабель був уражений численними снарядами та затонув з усім екіпажем.